# 郭承基
郭承基（1917年1月21日—1997年2月13日），男，山西清徐人，中国矿物学与地球化学家，中国科学院院士，专门从事于稀有元素矿物及地球化学的研究，是。毕业于国立北京大学地质系。
在其近40年来的科研生涯中，先后撰写出版了数百万字有关稀土和稀有元素矿物地球化学及分析测试方面的理论专著及研究报告，发表了20多篇学术论文。

## 生平[2][3][4]
1917年1月21日生于山西清徐。1931年4月考入山西太原省立第一中学。1934年入山西太谷铭贤高级中学。1936年转入太原并州高中就读。1937年夏高中毕业，返乡自学。1939年考入国立北京大学地质系。1943年7月毕业于国立北京大学地质系，因学业优秀被聘为助教。
1943年10月考取赴日本公派留学生，在东京东亚日本语学校学习三个月的语言。1944年，入京都大学理学部地质矿物学系。1946年元旦，稀有元素矿物学专家田久保実太郎教授同意他进入稀土实验室学习研究。1947年毕业于日本京都大学理学部地质矿物学教研室。1947年入京都大学研究生院，研究稀有元素矿物及地球化学。
1952年京都大学研究生毕业，同年7月通过香港中转回国。同年9月任中国科学院地球化学研究所副研究员、并组建了国内第一个稀有元素矿物地球化学研究实脸室。1958年升任研究员，主持内蒙古白云鄂博超大型稀土矿床物质成份和综合利用的研究。1966年春，中国科学院地球化学研究所成立，任该所研究员。
文化大革命期间郭承基处境艰难，但仍坚持工作。随后任稀有元素地球化学研究室主任和稀土元素地球化学研究室主任。1979年任中国矿物岩石地球化学学会名誉理事。1980年当选为中国科学院学部委员(院士)。1981年任中国稀土学会副理事长，同年被选为第六届全国政协委员。1988年任第七届全国政协委员。
1997年2月13日病逝。

## 奖项
1982年获国家自然科学奖二等奖。
1989年，因“白云鄂博铌-稀土-铁矿床的矿物学与地球化学综合研究”获国家自然科学奖二等奖。

## 学术成就[2]
1. 参与开拓中国稀有元素矿物、地球化学研究领域。建立和拟定了稀有元素矿物化学全分析系统并被广泛应用。
2. 参与领导“白云鄂博矿床物质成分、地球化学及成矿规律的研究”，为矿山的合理开发及综合利用提供了依据。
3. 提出用云母类矿物划分花岗岩及花岗伟晶岩类型、地球化学作用的继承发展关系、离子分异与氧的作用、成矿作用的三多性(多来源、多阶段、多成因)、类质同像置换的有限性及分类多型演化等理论。

## 专著[2]
1. 《稀土矿物化学》
2. 《稀有元素矿物化学》
3. 《稀土地球化学演化》
4. 《铀矿化学》
5. 《稀有元素矿物及其化学分析法概论》
6. 《稀土地球化学演化》等